# Gran Premio di superbike di Portimão 2010
Il Gran Premio di Superbike di Portimão 2010 è stata la seconda prova su tredici del campionato mondiale Superbike 2010, è stato disputato il 28 marzo sull'Autódromo Internacional do Algarve e in gara 1 ha visto la vittoria di Max Biaggi davanti a Leon Haslam e Jonathan Rea, lo stesso pilota si è ripetuto anche in gara 2, davanti a Leon Haslam e Cal Crutchlow.
La vittoria nella gara valevole per il campionato mondiale Supersport 2010 è stata ottenuta da Kenan Sofuoğlu.

## Risultati

### Gara 1

#### Arrivati al traguardo[4]
| Pos. | Nº  | Pilota            | Squadra                   | Motocicletta         | Giri | Tempo     | Griglia | Punti |
| ---- | --- | ----------------- | ------------------------- | -------------------- | ---- | --------- | ------- | ----- |
| 1º   | 3   | Max Biaggi        | Aprilia Alitalia Racing   | Aprilia RSV4 1000 F. | 22   | 37:59.283 | 2º      | 25    |
| 2º   | 91  | Leon Haslam       | Suzuki Alstare            | Suzuki GSX-R1000     | 22   | +0:00.200 | 4º      | 20    |
| 3º   | 65  | Jonathan Rea      | HANNspree Ten Kate Honda  | Honda CBR1000RR      | 22   | +0:06.901 | 5º      | 16    |
| 4º   | 7   | Carlos Checa      | Althea Racing             | Ducati 1098R         | 22   | +0:07.457 | 3º      | 13    |
| 5º   | 2   | Leon Camier       | Aprilia Alitalia Racing   | Aprilia RSV4 1000 F. | 22   | +0:07.564 | 11º     | 11    |
| 6º   | 67  | Shane Byrne       | Althea Racing             | Ducati 1098R         | 22   | +0:11.420 | 7º      | 10    |
| 7º   | 52  | James Toseland    | Yamaha Sterilgarda        | Yamaha YZF R1        | 22   | +0:18.391 | 15º     | 9     |
| 8º   | 41  | Noriyuki Haga     | Ducati Xerox              | Ducati 1098R         | 22   | +0:18.536 | 18º     | 8     |
| 9º   | 11  | Troy Corser       | BMW Motorrad Motorsport   | BMW S1000 RR         | 22   | +0:24.514 | 8º      | 7     |
| 10º  | 111 | Rubén Xaus        | BMW Motorrad Motorsport   | BMW S1000 RR         | 22   | +0:32.427 | 10º     | 6     |
| 11º  | 84  | Michel Fabrizio   | Ducati Xerox              | Ducati 1098R         | 22   | +0:35.045 | 17º     | 5     |
| 12º  | 57  | Lorenzo Lanzi     | DFX Corse                 | Ducati 1098R         | 22   | +0:36.816 | 14º     | 4     |
| 13º  | 50  | Sylvain Guintoli  | Suzuki Alstare            | Suzuki GSX-R1000     | 22   | +0:36.841 | 9º      | 3     |
| 14º  | 35  | Cal Crutchlow     | Yamaha Sterilgarda        | Yamaha YZF R1        | 22   | +0:44.678 | 1º      | 2     |
| 15º  | 66  | Tom Sykes         | Kawasaki Racing           | Kawasaki ZX 10R      | 22   | +0:44.942 | 12º     | 1     |
| 16º  | 31  | Vittorio Iannuzzo | S.C.I. Honda Garvie Image | Honda CBR1000RR      | 22   | +0:59.135 | 23º     |       |
| 17º  | 32  | Sheridan Morais   | ECHO CRS Honda            | Honda CBR1000RR      | 22   | +0:59.852 | 21º     |       |
| 18º  | 95  | Roger Lee Hayden  | Team Pedercini            | Kawasaki ZX 10R      | 22   | +1:00.097 | 24º     |       |
| 19º  | 15  | Matteo Baiocco    | Team Pedercini            | Kawasaki ZX 10R      | 22   | +1:10.151 | 22º     |       |
| 20º  | 99  | Luca Scassa       | Supersonic Racing         | Ducati 1098R         | 16   | +6 giri   | 16º     |       |

#### Ritirati
| Nº | Pilota          | Squadra                  | Motocicletta    | Giri | Griglia |
| -- | --------------- | ------------------------ | --------------- | ---- | ------- |
| 88 | Andrew Pitt     | Reitwagen BMW            | BMW S1000 RR    | 18   | 19º     |
| 96 | Jakub Smrž      | PATA B&G Racing          | Ducati 1098R    | 16   | 6º      |
| 49 | Makoto Tamada   | Reitwagen BMW            | BMW S1000 RR    | 4    | 20º     |
| 76 | Max Neukirchner | HANNspree Ten Kate Honda | Honda CBR1000RR | 3    | 13º     |

### Gara 2

#### Arrivati al traguardo[5]
| Pos. | Nº  | Pilota           | Squadra                  | Motocicletta         | Giri | Tempo     | Griglia | Punti |
| ---- | --- | ---------------- | ------------------------ | -------------------- | ---- | --------- | ------- | ----- |
| 1º   | 3   | Max Biaggi       | Aprilia Alitalia Racing  | Aprilia RSV4 1000 F. | 22   | 38:06.128 | 2º      | 25    |
| 2º   | 91  | Leon Haslam      | Suzuki Alstare           | Suzuki GSX-R1000     | 22   | +0:00.191 | 4º      | 20    |
| 3º   | 35  | Cal Crutchlow    | Yamaha Sterilgarda       | Yamaha YZF R1        | 22   | +0:00.658 | 1º      | 16    |
| 4º   | 7   | Carlos Checa     | Althea Racing            | Ducati 1098R         | 22   | +0:01.015 | 3º      | 13    |
| 5º   | 2   | Leon Camier      | Aprilia Alitalia Racing  | Aprilia RSV4 1000 F. | 22   | +0:03.123 | 11º     | 11    |
| 6º   | 52  | James Toseland   | Yamaha Sterilgarda       | Yamaha YZF R1        | 22   | +0:09.131 | 15º     | 10    |
| 7º   | 67  | Shane Byrne      | Althea Racing            | Ducati 1098R         | 22   | +0:11.033 | 7º      | 9     |
| 8º   | 41  | Noriyuki Haga    | Ducati Xerox             | Ducati 1098R         | 22   | +0:13.452 | 18º     | 8     |
| 9º   | 50  | Sylvain Guintoli | Suzuki Alstare           | Suzuki GSX-R1000     | 22   | +0:13.964 | 9º      | 7     |
| 10º  | 11  | Troy Corser      | BMW Motorrad Motorsport  | BMW S1000 RR         | 22   | +0:16.377 | 8º      | 6     |
| 11º  | 84  | Michel Fabrizio  | Ducati Xerox             | Ducati 1098R         | 22   | +0:26.351 | 17º     | 5     |
| 12º  | 111 | Rubén Xaus       | BMW Motorrad Motorsport  | BMW S1000 RR         | 22   | +0:27.964 | 10º     | 4     |
| 13º  | 66  | Tom Sykes        | Kawasaki Racing          | Kawasaki ZX 10R      | 22   | +0:33.566 | 12º     | 3     |
| 14º  | 57  | Lorenzo Lanzi    | DFX Corse                | Ducati 1098R         | 22   | +0:33.823 | 14º     | 2     |
| 15º  | 76  | Max Neukirchner  | HANNspree Ten Kate Honda | Honda CBR1000RR      | 22   | +0:37.372 | 13º     | 1     |
| 16º  | 99  | Luca Scassa      | Supersonic Racing        | Ducati 1098R         | 22   | +0:45.611 | 16º     |       |
| 17º  | 95  | Roger Lee Hayden | Team Pedercini           | Kawasaki ZX 10R      | 22   | +0:56.512 | 24º     |       |
| 18º  | 15  | Matteo Baiocco   | Team Pedercini           | Kawasaki ZX 10R      | 22   | +0:58.980 | 22º     |       |
| 19º  | 49  | Makoto Tamada    | Reitwagen BMW            | BMW S1000 RR         | 22   | +1:15.819 | 20º     |       |
| 20º  | 88  | Andrew Pitt      | Reitwagen BMW            | BMW S1000 RR         | 22   | +1:41.672 | 19º     |       |

#### Ritirati
| Nº | Pilota            | Squadra                   | Motocicletta    | Giri | Griglia |
| -- | ----------------- | ------------------------- | --------------- | ---- | ------- |
| 32 | Sheridan Morais   | ECHO CRS Honda            | Honda CBR1000RR | 12   | 21º     |
| 96 | Jakub Smrž        | PATA B&G Racing           | Ducati 1098R    | 10   | 6º      |
| 65 | Jonathan Rea      | HANNspree Ten Kate Honda  | Honda CBR1000RR | 7    | 5º      |
| 31 | Vittorio Iannuzzo | S.C.I. Honda Garvie Image | Honda CBR1000RR | 7    | 23º     |

### Supersport

#### Arrivati al traguardo[3]
| Pos. | Nº  | Pilota            | Squadra                  | Motocicletta        | Giri | Tempo     | Griglia | Punti |
| ---- | --- | ----------------- | ------------------------ | ------------------- | ---- | --------- | ------- | ----- |
| 1º   | 54  | Kenan Sofuoğlu    | HANNspree Ten Kate Honda | Honda CBR600RR      | 20   | 35:21.143 | 2º      | 25    |
| 2º   | 26  | Joan Lascorz      | Kawasaki Motocard.com    | Kawasaki ZX-6R      | 20   | + 0.031   | 4º      | 20    |
| 3º   | 51  | Michele Pirro     | HANNspree Ten Kate Honda | Honda CBR600RR      | 20   | + 8.879   | 3º      | 16    |
| 4º   | 7   | Chaz Davies       | ParkinGO Triumph BE1     | Triumph Daytona 675 | 20   | + 15.270  | 6º      | 13    |
| 5º   | 99  | Fabien Foret      | Lorenzini by Leoni       | Kawasaki ZX-6R      | 20   | + 22.096  | 5º      | 11    |
| 6º   | 37  | Katsuaki Fujiwara | Kawasaki Motocard.com    | Kawasaki ZX-6R      | 20   | + 23.041  | 7º      | 10    |
| 7º   | 127 | Robbin Harms      | Harms Benjan Racing      | Honda CBR600RR      | 20   | + 30.830  | 13º     | 9     |
| 8º   | 4   | Gino Rea          | Intermoto Czech          | Honda CBR600RR      | 20   | + 35.171  | 12º     | 8     |
| 9º   | 55  | Massimo Roccoli   | Intermoto Czech          | Honda CBR600RR      | 20   | + 35.225  | 14º     | 7     |
| 10º  | 25  | David Salom       | ParkinGO BE1 Triumph     | Triumph Daytona 675 | 20   | + 35.239  | 9º      | 6     |
| 11º  | 50  | Eugene Laverty    | Parkalgar Honda          | Honda CBR600RR      | 20   | + 49.540  | 1º      | 5     |
| 12º  | 40  | Jason Di Salvo    | ParkinGO BE1 Triumph     | Triumph Daytona 675 | 20   | + 49.628  | 10º     | 4     |
| 13º  | 5   | Alexander Lundh   | Cresto Guide Racing      | Honda CBR600RR      | 20   | +1:08.602 | 15º     | 3     |
| 14º  | 8   | Bastien Chesaux   | Harms Benjan Racing      | Honda CBR600RR      | 20   | +1:13.455 | 16º     | 2     |
| 15º  | 9   | Danilo Dell'Omo   | Kuja Racing              | Honda CBR600RR      | 20   | +1:30.738 | 17º     | 1     |
| 16º  | 33  | Paola Cazzola     | Kuja Racing              | Honda CBR600RR      | 20   | +1:30.852 | 18º     |       |
| 17º  | 36  | Max Hunt          | Race Lab Yamaha          | Yamaha YZF R6       | 19   | +1 giro   | 19º     |       |
| 18º  | 24  | Eduard Blokhin    | Rivamoto                 | Yamaha YZF R6       | 19   | +1 giro   | 20º     |       |

#### Ritirati
| Nº  | Pilota           | Squadra              | Motocicletta        | Giri | Griglia |
| --- | ---------------- | -------------------- | ------------------- | ---- | ------- |
| 117 | Miguel Praia     | Parkalgar Honda      | Honda CBR600RR      | 16   | 8º      |
| 14  | Matthieu Lagrive | ParkinGO Triumph BE1 | Triumph Daytona 675 | 0    | 11º     |